# Johnson Island, Nunavut
Johnson Island är en ö i Kanada.   Den ligger i territoriet Nunavut, i den östra delen av landet, 1 300 km norr om huvudstaden Ottawa. Arean är 71 kvadratkilometer.
Terrängen på Johnson Island är platt. Öns högsta punkt är 58 meter över havet. Den sträcker sig 21,6 kilometer i nord-sydlig riktning, och 6,7 kilometer i öst-västlig riktning.